# AVN Award de la meilleure nouvelle starlette
 (septembre 2022).
L’AVN Award de la meilleure nouvelle starlette (Best New Starlet en anglais) est une récompense individuelle de l’industrie pornographique décernée à l’occasion des AVN Awards aux nouvelles interprètes ayant eu une année remarquable,.

## Histoire
La récompense est remise pour la première fois en 1984.

## Critères d'admissibilité
La meilleure nouvelle starlette AVN est nommée pour l’année où l'interprète qui y concourt a été la plus active dans l’industrie pornographique.

### Définir la «nouvelle starlette»
En 1999, à la suite des nombreuses controverses que suscite l’élection des nouvelles lauréates, Gene Ross, alors vice-président des opérations éditoriales d’AVN, déclare : « Une femme interprète, théoriquement, peut entrer dans l'entreprise au début d’une décennie, apparaître dans plusieurs catégories, quitter l'entreprise, puis réapparaître dix ans plus tard pour donner une second souffle à l'entreprise ». Il poursuit : « Bien qu'il n'y ait pas de règle stricte sur le nombre de vidéos dans lesquelles elles doivent apparaître, nous considérerons qu’une interprète ayant fait un nombre suffisant de films en apportant une visibilité sur l’entreprise sera le critère le plus important de tous ».

## Palmarès des lauréates

### Années 1980
- 1984 : Rachel Ashley[4]
- 1985 : Ginger Lynn[5]
- 1986 : Angel[6]
- 1987 : Barbara Dare[7]
- 1988 : Samantha Strong[8]
- 1989 : Aja[9]

### Années 1990
- 1990 : Victoria Paris et Tori Welles[10]
- 1991 : Jennifer Stewart[11]
- 1992 : Savannah[12]
- 1993 : Alex Jordan[13]
- 1994 : Shayla LaVeaux[14]
- 1995 : Kylie Ireland[15]
- 1996 : Jenna Jameson[16]
- 1997 : Missy[17]
- 1998 : Johnni Black[18]
- 1999 : Alisha Klass[19]

### Années 2000
- 2000 : Bridgette Kerkove[20],[21]
  - Anastasia Blue
  - Jewel De'Nyle
  - India
  - Katja Kean
  - Leanni Lei
  - Bunny Luv
  - Veronica Caine
  - Sonja Redd
  - Regan Starr
  - Sydnee Steele
  - Vivian Valentine
- 2001 : Tera Patrick[22],[23]
  - Alexa
  - Cassidey
  - Ryan Conner
  - Dayton Rains
  - Jessica Drake
  - Tasha Hunter
  - Miko Lee
  - Lola
  - Heather Lyn
  - Tiffany Mason
  - McKayla Matthews
- 2002 : Violet Blue[24],[25]
  - Meriesa Arroyo
  - Calli Cox
  - Kate Frost
  - Haven
  - Logan LaBrent
  - Justine Romée
  - Stevie
  - Monica Sweetheart
  - Zana
- 2003 : Jenna Haze[26],[27]
  - Sunrise Adams
  - Aria Giovanni
  - Hannah Harper
  - Jewels Jade
  - Jassie
  - Kimmie Kahn
  - Carmen Luvana
  - Katie Morgan
  - Tawny Roberts
  - Avy Scott
  - Judy Star
  - Shyla Stylez
  - Felix Vicious
  - Lezley Zen
- 2004 : Stormy Daniels[28],[29]
  - Ashley Blue
  - Mary Carey
  - Cindy Crawford
  - Daisy Marie
  - Alaura Eden
  - Jesse Jane
  - Kaylani Lei
  - Nina Mercedez
  - Ander Paige
  - Lauren Phoenix
  - Crystal Ray
  - Rachel Rotten
  - Simone
  - Bella-Marie Wolf
- 2005 : Cytherea[30],[31]
  - Audrey Hollander
  - Nicki Hunter
  - Katrina Kraven
  - Christie Lee
  - Jennifer Luv
  - Missy Monroe
  - Gia Paloma
  - Teagan Presley
  - Lily Thai
  - Lucy Thai
  - Nautica Thorn
  - Dana Vespoli
  - Vicky Vette
  - Dani Woodward
- 2006 : McKenzie Lee[32],[33]
  - Lori Alexia
  - Joanna Angel
  - Jasmine Byrne
  - Courtney Cummz
  - Brooke Haven
  - Jenaveve Jolie
  - Sunny Lane
  - Tory Lane
  - Vanessa Lane
  - Trina Michaels
  - Keri Sable
  - Hillary Scott
  - Taryn Thomas
  - Kelly Wells
- 2007 : Naomi St. Clair[34],[35]
  - Alektra Blue
  - Sasha Grey
  - Lacie Heart
  - Gianna Lynn
  - Candy Manson
  - Riley Mason
  - Michelle Maylene
  - Stefani Morgan
  - Jenna Presley
  - Kirsten Price
  - Amy Reid
  - Ava Rose
  - Mia Rose
  - Charlotte Stokely
- 2008 : Bree Olson[36],[37]
  - Alexis Love
  - Alexis Texas
  - Ashlynn Brooke
  - Audrey Bitoni
  - Casey Parker
  - Lela Star
  - Lorena Sanchez
  - Maya Hills
  - Natasha Nice
  - Paulina James
  - Renae Cruz
  - Shay Jordan
  - Tera Wray
  - Veronique Vega
- 2009 : Stoya[38],[39]
  - Lexi Belle
  - Tori Black
  - Chayse Evans
  - Jaelyn Fox
  - Jayden Jaymes
  - Nikki Jayne
  - Jayme Langford
  - Jandi Lin
  - Meggan Mallone
  - Priya Rai
  - Faye Reagan
  - Ryder Skye
  - Missy Stone
  - Angelina Valentine

### Années 2010 (lauréates et nommées)
- 2010 : Kagney Linn Karter[40],[41]
  - Asa Akira
  - Britney Amber
  - Angelina Armani
  - Kiara Diane
  - London Keyes
  - Tanner Mayes
  - Nicole Ray
  - Emy Reyes
  - Natalia Rossi
  - Aryana Starr
  - Riley Steele
  - Janie Summers
  - Brynn Tyler
  - Sadie West
- 2011 : Gracie Glam[42],[43]
  - Brooke Lee Adams
  - Raven Alexis
  - Briana Blair
  - Amy Brooke
  - Danica Dillan
  - Alexis Ford
  - Tara Lynn Foxx
  - Allie Haze
  - Amia Miley
  - Mallory Rae Murphy
  - Chanel Preston
  - Ashlyn Rae
  - Katie St. Ives
  - Jennifer White
- 2012 : Brooklyn Lee[44],[45]
  - Abella Anderson
  - Aiden Ashley
  - Jessie Andrews
  - Bethany Benz
  - Lily Carter
  - Skin Diamond
  - Ash Hollywood
  - BiBi Jones
  - Jynx Maze
  - Holly Michaels
  - Selena Rose
  - Samantha Saint
  - Lexi Swallow
  - Lizz Tayler
  - Zoe Voss
- 2013 : Remy LaCroix[46],[47]
  - Anikka Albrite
  - Dani Daniels
  - Ana Foxxx
  - Kendall Karson
  - Tessa Lane
  - Leilani Leeane
  - Adrianna Luna
  - Melina Mason
  - Cassandra Nix
  - Maddy O'Reilly
  - Penny Pax
  - Riley Reid
  - Jessie Rogers
  - Bonnie Rotten
  - Stevie Shae
  - Siri
  - Trinity St. Clair
  - Christie Stevens
  - Karina White
- 2014 : Mia Malkova[48],[49]
  - A.J. Applegate
  - Casey Calvert
  - Teal Conrad
  - Dillion Harper
  - Melody Jordan
  - Kennedy Leigh
  - Christy Mack
  - Zoey Monroe
  - Raven Rockette
  - Jessa Rhodes
  - Rikki Six
  - Cindy Starfall
  - Natalia Starr
  - Jodi Taylor
- 2015 : Carter Cruise[50],[51]
  - August Ames
  - Carmen Caliente
  - Misha Cross
  - Aidra Fox
  - Keisha Grey
  - Janice Griffith
  - Chanell Heart
  - Jillian Janson
  - Katerina Kay
  - Belle Knox
  - Ariana Marie
  - Scarlet Red
  - Samantha Rone
  - Dakota Skye
- 2016 : Abella Danger[52],[53]
  - Aria Alexander
  - Bella Bellz
  - Marley Brinx
  - Kate England
  - Karlee Grey
  - Katrina Jade
  - Peta Jensen
  - Cassidy Klein
  - Morgan Lee
  - Rachel Madori
  - Keira Nicole
  - Jade Nile
  - Megan Rain
  - Kissa Sins
- 2017 : Holly Hendrix[54],[55]
  - Kimmy Granger
  - Alex Grey
  - Elsa Jean
  - Jojo Kiss
  - Katy Kiss
  - Lyra Law
  - Melissa Moore
  - Kira Noir
  - Anya Olsen
  - Gia Paige
  - Piper Perri
  - Adria Rae
  - Lana Rhoades
  - Gina Valentina
- 2018 : Jill Kassidy[56],[57]
  - Arya Fae
  - Honey Gold
  - Eliza Jane
  - Elena Koshka
  - Riley Nixon
  - Giselle Palmer
  - Lena Paul
  - Bella Rose
  - Sofi Ryan
  - Scarlett Sage
  - Chloe Scott
  - Kristen Scott
  - Violet Starr
  - Whitney Wright
- 2019 : Ivy Wolfe[58],[59]
  - Gia Derza
  - Hannah Hays
  - Eliza Ibarra
  - Ella Knox
  - Tana Lea
  - Alina Lopez
  - Hime Marie
  - Nia Nacci
  - Kenzie Reeves
  - Karma Rx
  - Nicolette Shea
  - Kendra Spade
  - Jane Wilde
  - Emily Willis

### Années 2020 (lauréates et nommées)
- 2020 : Gianna Dior[60],[61]
  - Vanna Bardot
  - Gabbie Carter
  - Jaqueline khiera Jeanval
  - Kiara Cole
  - Keira Croft
  - Autumn Falls
  - Athena Faris
  - Aria Lee
  - Lacy Lennon
  - Lexi Love
  - Izzy Lush
  - Paige Owens
  - Danni Rivers
  - Vina Sky
  - Naomi Swann
- 2021: Scarlit Scandal[62],[63]
  - Adira Allure
  - Jewelz Blu
  - Avery Cristy
  - Brooklyn Gray
  - Kiarra Kai
  - Sky Pierce
  - Natalie Porkman
  - LaSirena69
  - Bella Rolland
  - Jessie Saint
  - Lana Sharapova
  - Savannah Sixx
  - Alexis Tae
  - Skylar Vox
- 2022: Blake Blossom[64],[65]
  - Gizelle Blanco
  - Anna Claire Clouds
  - Destiny Cruz
  - Kayley Gunner
  - Lily Larimar
  - Coco Lovelock
  - Maddy May
  - April Olsen
  - Freya Parker
  - Kylie Rocket
  - Sera Ryder
  - Maya Woulfe
  - Angel Youngs
- 2023 : Charly Summer [66],[65]
  - Kenzie Anne
  - Braylin Bailey
  - Armani Black
  - Nicole Doshi
  - Tommy King
  - Nicole Kitt
  - Rory Knox
  - Kay Lovely
  - Leana Lovings
  - Bunny Madison
  - Xxlayna Marie
  - Madison Summers
  - Aria Valencia
  - Slimthick Vic
- 2024 : Chanel Camryn[67]
  - Scarlett Alexis
  - Katrina Colt
  - Demi Hawks
  - Molly Little
  - Mina Luxx
  - Emma Magnolia
  - Hailey Rose
  - Jennie Rose
  - Willow Ryder
  - Queenie Sateen
  - Lily Starfire
  - Melissa Stratton
  - Chloe Surreal
  - Summer Vixen
- 2025 : Gal Ritchie[68],[69]
  - Jasmine Sherni
  - Addison Vodka
  - Madison Wilde
  - Angel Windell
  - Brianna Arson
  - Dan Dangler
  - Hayley Davies
  - Kelsey Kane
  - Khloe Kingsley
  - Raven Lane
  - Rissa May
  - Myra Moans
  - Sinatra Monroe
  - Millie Morgan